# ناحیه ونیز، شهرستان سنکا، اوهایو
ونیز تونشیپ، شهرستان سنکا، اوهایو (به انگلیسی: Venice Township, Seneca County, Ohio) یک سکونتگاه مسکونی در ایالات متحده آمریکا است که در شهرستان سنکا، اوهایو واقع شده‌است.

## خصوصیات
ونیز تونشیپ ۱۰۲٫۶ کیلومترمربع مساحت و ۱٬۸۷۱ نفر جمعیت دارد و ۲۸۳ متر بالاتر از سطح دریا واقع شده‌است.